# Ca l'Escanyaralets
Ca l'Escanya-ralets és un edifici de Badalona (Barcelonès) protegit com a bé cultural d'interès local.

## Descripció
És un edifici entre mitgeres, amb planta baixa i pis, força alts de sostre. La seva morfologia és la típica de l'arquitectura de l'eclecticisme. El gran balcó central és interessant així com els interiors.
Aquesta casa fou dissenyada com a local públic. Utilitzada com a cerveseria i com a casino, avui és un habitatge.

## Història
Modest Andreu demanà el 1896 permís per a construir-la.